# Acraea dircea
Acraea dircea är en fjärilsart som beskrevs av John Obadiah Westwood 1881. Acraea dircea ingår i släktet Acraea och familjen praktfjärilar. Inga underarter finns listade i Catalogue of Life.